# Isolina Ferré Aguayo
Isolina Ferré Aguayo (Ponce, 5 de setembre de 1914 - 3 d'agost de 2000) fou una monja catòlica Romana porto-riquenya coneguda com la "Mare Teresa de Puerto Rico" que va rebre la Medalla Presidencial de la Llibertat com a  reconeixement del seu treball humanitari.
Ferré Aguayo, nascuda a Ponce en una familia benestant, tenia cinc germans: José, Carlos, Hernan, Rosario i el que fou governador de Puerto Rico, Luis Alberto Ferré Aguayo. Va començar estudis a la Universitat de Puerto Rico de Río Piedras, però el seu interès per portar una vida religiosa la van portar a abandonar la universitat i a traslladar-se en 1935 a Filadèlfia on va ingressar a les Serves Missioneres de la Santíssima Trinitat. Isolina Ferré va rebre les ordres en 1940, després d'haver treballat en diverses missions. Com a part de la seva feina religiosa, Ferré va viatjar entre Puerto Rico i els Estats Units, servint com a abadessa en Cabo Rojo i Ciutat de Nova York.
Durant aquest marc de temps, va assistir a diverses universitats en els Estats Units, estudiant sociologia i arts. Després de treballar com a membre del comitè en contra de la Pobresa de la Ciutat de Nova York , al qual va ser fixada per l'alcalde John Lindsay, Ferré va decidir el 1969, posar la seva residència permanent a Ponce, concretament en el sector pobre de La Playa. Aquí, va ser la responsable d'obrir un petit hospital i una escola anomenat Centro De Orientacion De La Playa, el qual més tard es van anomenar Centros Sor Isolina Ferré. És una membre de la germanor de dones Mu Alfa Phi.
Per la seva tasca humanitària, Sor Isolina Ferré ha rebut diversos honors i guardons. Més de deu institucions educatives li han atorgat doctorats honoris causa, entre els quals es troben la Pontificia Universidad Católica de Puerto Rico (1974), Universidad Interamericana de Puerto Rico de San Germán (1979), Saint Francis College, Brooklyn, N.Y. (1981), Universidad del Sagrado Corazón de Santurce (1984), Yale University de Connecticut (1992), St. Joseph’s College, Brooklyn (1994) i Loyola University a Nova Orleans (1997).
Va guanyar el Lifetime Achievement Award del Puerto Rican National Coalition (1987), la Cruz de Alonso Manso de la Pontificia Universidad Católica de Puerto Rico (1987), el premi Alexis Tocquevillede Fondos Unidos (1989), el Humanitarian Award Albert Schweitzer de la Universitat de Johns Hopkins (1989) y la Medalla Presidencial de la Llibertat (1999), la qual li fou atorgada pel president Bill Clinton.